# 마키노 도모아키
마키노 도모아키(일본어: 槙野 智章, 1987년 5월 11일 ~ )는 일본의 전 축구 선수이며, 현역 시절 포지션은 센터백이었다.

## 경력

### 클럽 경력
산프레체 히로시마의 유스팀을 거쳐 2006년 히로시마에 공식 입단하였다. 2006 시즌엔 리그 1경기, 컵대회 1경기 출전에 그쳤으나 2007년 8월 주전 수비수였던 다리오 다바치와 모리타 고헤이가 부상을 당하여 선발 출전 기회를 잡은 뒤 주전으로 도약하였다. 2008년 히로시마가 J2로 강등되었으나 팀에 잔류하여 주전 수비수로 활약하며 팀의 1시즌 만의 J1 복귀에 기여하였다. 2010년엔 J리그 베스트 11에 선정되었다.
2011년 1월 1. FC 쾰른으로 이적하여 29일 장크트 파울리 전에서 데뷔전을 가졌으나 이후 주전 자리를 꿰차는데 실패하여 1년 간 리그 8경기 출전에 그쳤다.
2012년 1월 우라와 레드 다이아몬즈로 임대 이적하여 주전으로 활약하였고, 같은 해 12월 4일 우라와로 완전 이적하였다. 2013년 9월엔 유럽 무대 재도전 의지를 드러내기도 하였다. 하지만 이후에도 우라와에 잔류했다. 2013시즌 34경기에 출전했다.
2017년 3월 19일에 열린 감바 오사카와의 리그 경기에서 J리그 250번째 출전 기록을 세웠다.
2018년 8월 19일 열린 시미즈 에스펄스와의 경기에서 J리그 300경기 출전을 기록했다.

### 국가대표팀 경력
2007년 U-20 월드컵에 3경기에 출전하여 1골을 기록하였다.
2010년 1월 6일 예멘과의 2011년 AFC 아시안컵 예선 경기에서 국제 A매치 데뷔전을 치렀다. 2012년 2월 24일 열린 아이슬란드 축구 국가대표팀과의 평가전에서 국가대표팀 데뷔골을 기록했다. 2013년 EAFF 동아시안컵 우승에 기여했다. 2018년 FIFA 월드컵에 참여하는 일본 축구 국가대표팀 명단에 포함되었다. 2019년 AFC 아시안컵에도 출전, 준우승. 그는 2019년까지 국제 A매치 통산 38경기에 출전, 4득점을 넣었다.

## 통계
| 일본 | 일본 | 일본 |
| 연도 | 출전 | 득점 |
| ---- | ---- | ---- |
| 2010 | 4    | 0    |
| 2011 | 4    | 0    |
| 2012 | 3    | 1    |
| 2013 | 3    | 0    |
| 2014 | 0    | 0    |
| 2015 | 8    | 1    |
| 2016 | 2    | 0    |
| 2017 | 4    | 1    |
| 2018 | 8    | 1    |
| 2019 | 2    | 0    |
| 통산 | 38   | 4    |

## 수상

### 일본 대표팀
- 기린컵
  - 우승 2회: 2009, 2011
- EAFF 동아시안컵
  - 우승 1회: 2013

### 클럽

#### 산프레체 히로시마
- J리그 디비전 2
  - 우승 1회: 2008
- 일본 슈퍼컵
  - 우승 1회: 2008

#### 우라와 레드 다이아몬즈
- J리그컵
  - 우승 1회: 2016
- 스루가 뱅크 챔피언십
  - 우승 1회: 2017
- AFC 챔피언스리그
  - 우승 1회: 2017
- 천황배
  - 우승 1회: 2018

### 개인
- J리그 베스트 XI
  - 수상 3회: 2010, 2015, 2016
- J리그 페어플레이 상
  - 수상 1회: 2010